# Shayla Worley
Pour les articles homonymes, voir Worley.
Shayla Worley, née le 2 septembre 1990 à Orlando (Floride), est une gymnaste artistique américaine.

## Palmarès

### Championnats du monde
- Stuttgart 2007
  -  médaille d'or au concours par équipes

### Autres
- American Cup 2006 :
  -  2e au concours général